# Преобладающая рука
Преобладающая рука — признак, возникающий из-за неодинакового развития моторных навыков между левой и правой руками. Человека, который в большей степени владеет правой рукой, называют декстралом, правшой, а того, кто чаще использует левую руку - сенестралом[неизвестный термин], левшой. Меньшинство людей одинаково владеет обеими руками. Их называют амбидекстрами. Двигательные навыки людей с менее развитым уровнем ловкости могут быть результатом изнурительного физического труда. Выделяют четыре основных типа преобладания:
- Преобладание правой руки является наиболее распространённым явлением. Праворукие люди (правши) в большей степени владеют правой рукой и используют её в качестве основной.
- Преобладание левой руки распространено в меньшей степени. Приблизительно 8—15 % людей являются левшами[1].
- Амбидекстрия встречается очень редко. Человек, являющийся амбидекстром, в состоянии выполнить любую задачу одинаково хорошо любой рукой. Считается, что человека можно этому обучить.
- Смешанное преобладание, также известное как поперечное господство — редкий тип преобладания, при котором различные задачи лучше выполняются разными руками. Например, такие люди могут лучше писать правой рукой, а более уверенно бросать мяч левой рукой. Однако, преобладающей обычно считается та рука, которую человек использует для письма, поэтому данный тип преобладания обычно не упоминается.

Для объяснения факта преобладания правшей было предложено много теорий.

## Теории «ведущей руки»
Современные теории рассматривают развитие преобладания какой-либо руки с различных позиций. Одна из теорий предполагает, что преобладание руки — это простое предпочтение к её использованию, так как две руки всё равно сотрудничают друг с другом, только на более высоком уровне. Например, выполнить запись на кусочке бумаги, используя только одну руку, очень сложно. К данному процессу должна быть привлечена и другая рука, которая, в свою очередь, будет придерживать бумагу. Однако это не объясняет, почему человек в большинстве случаев пишет именно правой рукой, придерживая листок бумаги левой, а не наоборот.

### Социальные теории
В процессе эволюции происходит естественный отбор, укрепляющий и развивающий необходимые навыки и отсеивающий редкие (если они не связаны в некотором роде с желательными чертами). Однако среди человеческого населения продолжает сохраняться «популяция левшей». Из этого можно сделать следующие выводы:
- любые неудобства, связанные с чертами меньшинства, являются менее весомыми, чем преимущества, которыми обладают люди-левши;
- существует некоторый род зависимости выгоды быть левшой или правшой в соответствии с относительным числом каждого из типов в популяции.

Эта теория исследовалась в 2004 году учёными Форри (Faurie) и Реймондом (Raymond). Исследования дополнялись данными об успехах левшей в определённых спортивных состязаниях, чтобы продемонстрировать, что люди-левши имеют преимущества в поединках. Процент левшей имеет зависимость (коррелирует) с количеством насилия в обществе (в исследованиях как мера использовался процент убийств). Однако, встречное заключение о том, что возрастание насилия в обществе приводит к увеличению числа левшей, не нашло подтверждения в исследованиях.

### Разделение труда полушариями мозга
Это самая распространённая теория развития преобладающей руки. Смысл теории состоит в том, что за работу речевого и двигательного центров отвечает одно и то же полушарие мозга, в то время как разделение работы на два полушария привело бы к уменьшению эффективности работы. Кроме того, если бы все функции распределялись на оба полушария, то размер мозга и потребление им энергии увеличились бы, что является невозможным. Так как у большинства людей левое полушарие отвечает за речь, то правши являются преобладающими. Также данная теория указывает на то, что люди, являющиеся левшами, имели бы обратное (реверсивное) разделение центров в полушариях. Наконец, так как другие приматы не имеют речевого центра (по крайней мере в той степени, как люди), нет никакого смысла в преобладании среди них правшей, что и является верным на самом деле.
Опровержения:
- Теория не объясняет, почему левое полушарие всегда управляет речевым центром.
- В то время как 95 % правшей действительно используют левую сторону мозга для речи, для левшей данной зависимости не наблюдается. Одни действительно используют правую часть для лингвистических навыков, другие используют левое полушарие, третьи используют оба.

Данная теория может служить вполне хорошим объяснением некоторых причин, однако имеет слишком много недостатков, чтобы объяснить все причины леворукости.

### Биологические теории

#### Теория Гешвинда-Галабурда
Существует множество свидетельств того, что уровень тестостерона, получаемый ребёнком в утробе матери, оказывает влияние на строение мозга. (Теория Гешвинда-Галабурда.) Одной из теоретических причин появления левшей называют высокие дозы предродового тестостерона. Причиной появления этой теории стали статистические данные, свидетельствующие, что среди мужчин левши встречаются немного чаще. Против этой теории говорит то, что в таких странах как Швеция, Норвегия и Финляндия, где наименее выражено влияние гендерных стереотипов, в ряде регионов не отмечено преобладания мужчин среди левшей. В странах, где существует чёткое разграничение гендерных ролей, количество женщин среди левшей значительно ниже.

## Простейшие тесты для определения ведущей руки и ноги
Тесты для руки:
1. Переплетение пальцев рук. Сложите руки в замок. Тест должен выполняться быстро, без подготовки. Считается, что у правшей сверху ложится большой палец правой руки, у левшей — левой. Если сменить положение пальцев, то человек испытает дискомфорт
2. Поза Наполеона — складывание рук на уровне груди. Принято считать, что у правшей правая кисть лежит сверху на левом предплечье.
3. Одновременные действия обеих рук — рисование круга, квадрата, треугольника. Движения, выполняемые ведущей рукой, могут быть более медленными, но более точными. Линии фигур, нарисованные ведущей рукой, — более чёткие, ровные, меньше выражен тремор (дрожание руки), углы не сглажены, точки соединения не расходятся.
Некоторые исследователи рекомендуют выполнять это задание с закрытыми глазами, тогда есть возможность более чётко выделить нарушение формы, пропорций фигуры, которая рисуется неведущей рукой.
4. Скорость движений и сила ведущей руки больше, чем неведущей. Для оценки скорости можно использовать количество постукиваний указательным пальцем за 10 секунд или число точек (касаний ручки) плоскости листа. Задание выполняется трижды, затем рассчитывается среднее значение.
5. Силу каждой руки необходимо измерить три раза ручным динамометром и рассчитать среднее значение. Ведущей считается рука, превосходящая по силе неведущую.

Тесты для ноги:
1. Подпрыгивание на одной ноге, шаг вперёд и шаг назад, вставание на стуле на колени — нога, выполняющая движение первой, считается ведущей.
2. При прыжке в длину ведущая нога является толчковой.
3. При закидывании ноги за ногу, сверху оказывается функционально преобладающая нога.

## Левосторонний и правосторонний мир
Люди, имеющие левую ведущую руку, не обязательно являются «левосторонними» в отношении других частей тела, часть леворуких людей имеет тенденцию быть «правосторонними» и наоборот. Таких людей называют «скрытыми левшами». Признаки «скрытых левшей»:
1. При игре в футбол ведущей (ударной) ногой является правая, но, при совершении прыжков в высоту или длину, отталкивание производится левой ногой.
2. Более сильной является правая рука, но хоккейную клюшку держит с правой стороны (правый хват).
3. При закидывании ноги за ногу сверху оказывается правая, но толчковой является левая.
4. Телефонная трубка прикладывается к левому уху.
5. Ведущие глаз, ухо — левые.

## Преимущества в спорте
Преимущество для игроков одиночных видов спорта, таких как теннис или бокс, состоит в том, что человечество состоит, возможно, из 10 % левшей и 90 % правшей, следовательно, левша играет 90 % своих игр против правшей и имеет опыт перед таким соперником. Правша также 90 % игр проводит против другого правши и к встрече с левшой менее подготовлен. Когда левша встречается с левшой, они оба, вероятно, будут иметь одинаковый уровень практики друг против друга, такой же, как имеет правша. Этим объясняется непропорционально большое количество левшей в тех видах спорта, где спортсмены встречаются один на один, в то время как в других видах, например в гольфе, преимущество асимметричной руки отсутствует.

#### Преимущество в рукопашном бою
Приведённые выше аргументы свидетельствуют о том, что левши имеют незначительное преимущество в поединках без оружия из-за фактора неожиданности. Этот факт хорошо известен боксёрам и привёл к мировому рекорду 4 ноября 1947, когда Майк Коллинс, естественный левша, появился в углу ринга в левосторонней стойке (стойка правши), потом неожиданно изменил стойку, нанёс первый и последний удар и нокаутировал соперника, Пата Броунсона (Pat Brownson), на 4-й секунде.

## Асимметрия внутренних органов
В то время как внешние органы являются практически симметричными, внутренние органы: сердце, лёгкие, печень, селезёнка, желудочно-кишечный тракт — являются асимметричными.